# Pavlovo Bus Factory
Pavlovo Bus Factory (in russo Павловский автобус?, in origine Па́вловский авто́бусный заво́д, Pavlovskij Avtobusnyj Zavod o semplicemente PAZ) é una ditta produttrice di autobus con sede in Russia, nella città di
Pavlovo (Oblast' di Nižnij Novgorod). PAZ fa parte della GAZ Group Bus Division (in russo, Kompaniya Russkiye Avtobusy) che è una divisione del gruppo GAZ.
L'azienda è specializzata nella progettazione e produzione di autobus di piccola/media classe (lunghezza 9,7 m). La produzione annua di oltre 10.000 unità rappresenta quasi l'80% degli autobus di piccole dimensioni in Russia; questi mezzi sono stati a lungo utilizzati dagli operatori russi di taxi a percorso fisso (Maršrutka).
A partire dal 2015, il Gruppo GAZ ha introdotto un marchio unico per tutte le sue consociate produttrici di autobus, e i veicoli di nuova produzione sono ora dotati del distintivo cervo.

## Storia
La fabbrica ha le sue origini nello stabilimento ZATI, fondato a Pavlovo nel 1932 per la costruzione di componentistica meccanica; nel 1952 lo stabilimento venne convertito per la costruzione di veicoli completi e nello stesso anno furono prodotti i primi autobus a lunga percorrenza PAZ-651 (basati sul modello GAZ-51) con il governo russo che aveva in programma di produrne 10.000 esemplari all'anno. Nel 1960 iniziò la produzione del nuovo modello a trazione anteriore PAZ-652 sullo stesso telaio. Fu sostituito all'inizio del 1968 dall'analogo PAZ-672 (basato sull'autocarro GAZ-53) e questo autobus aveva consistenti e varie modifiche. Nel 1989 inizia la produzione del nuovo modello PAZ-3205, che ha sostanzialmente lo stesso telaio ma una carrozzeria completamente nuova.

## Modelli

### In produzione

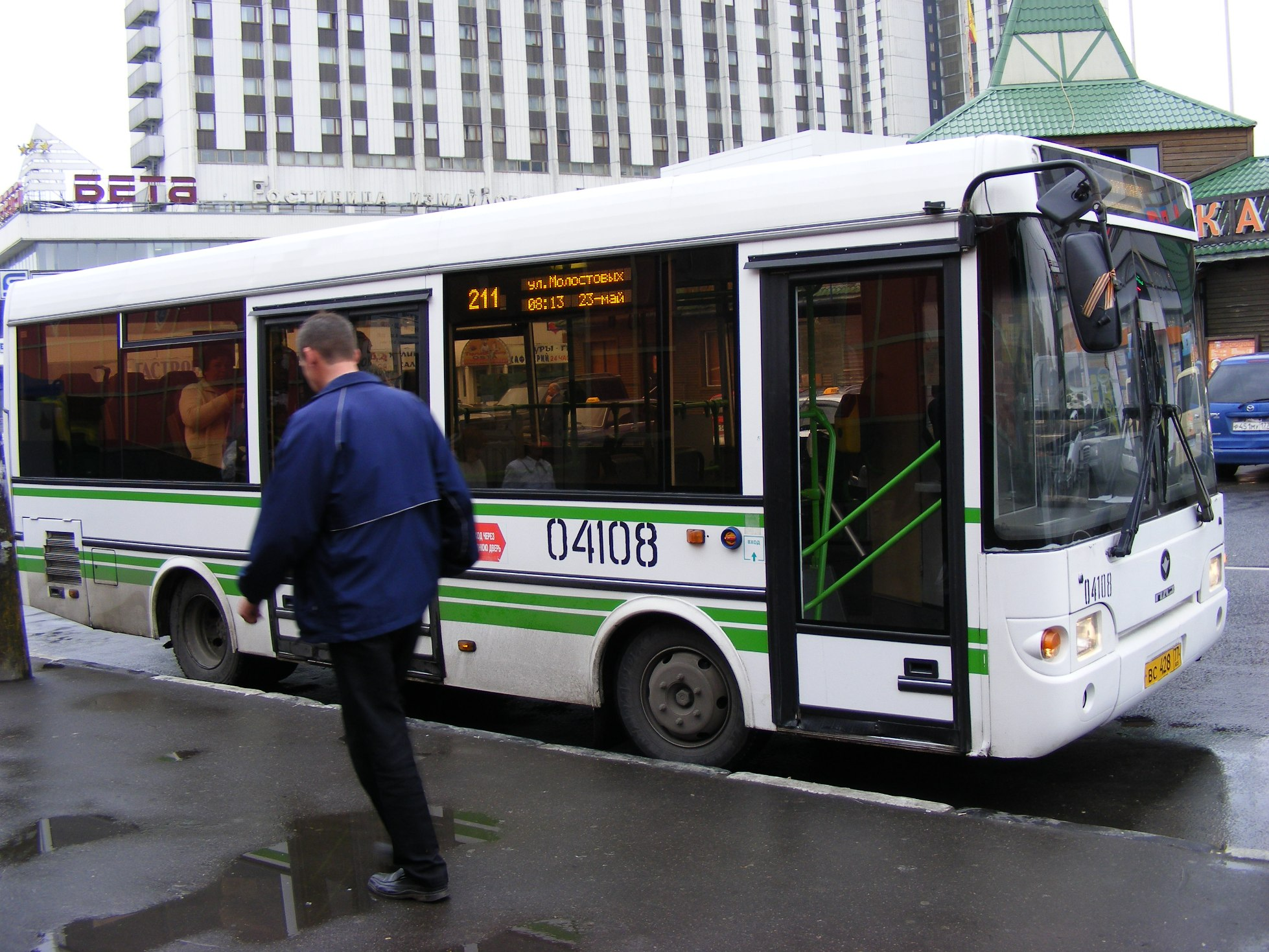
PAZ-3237 a Mosca

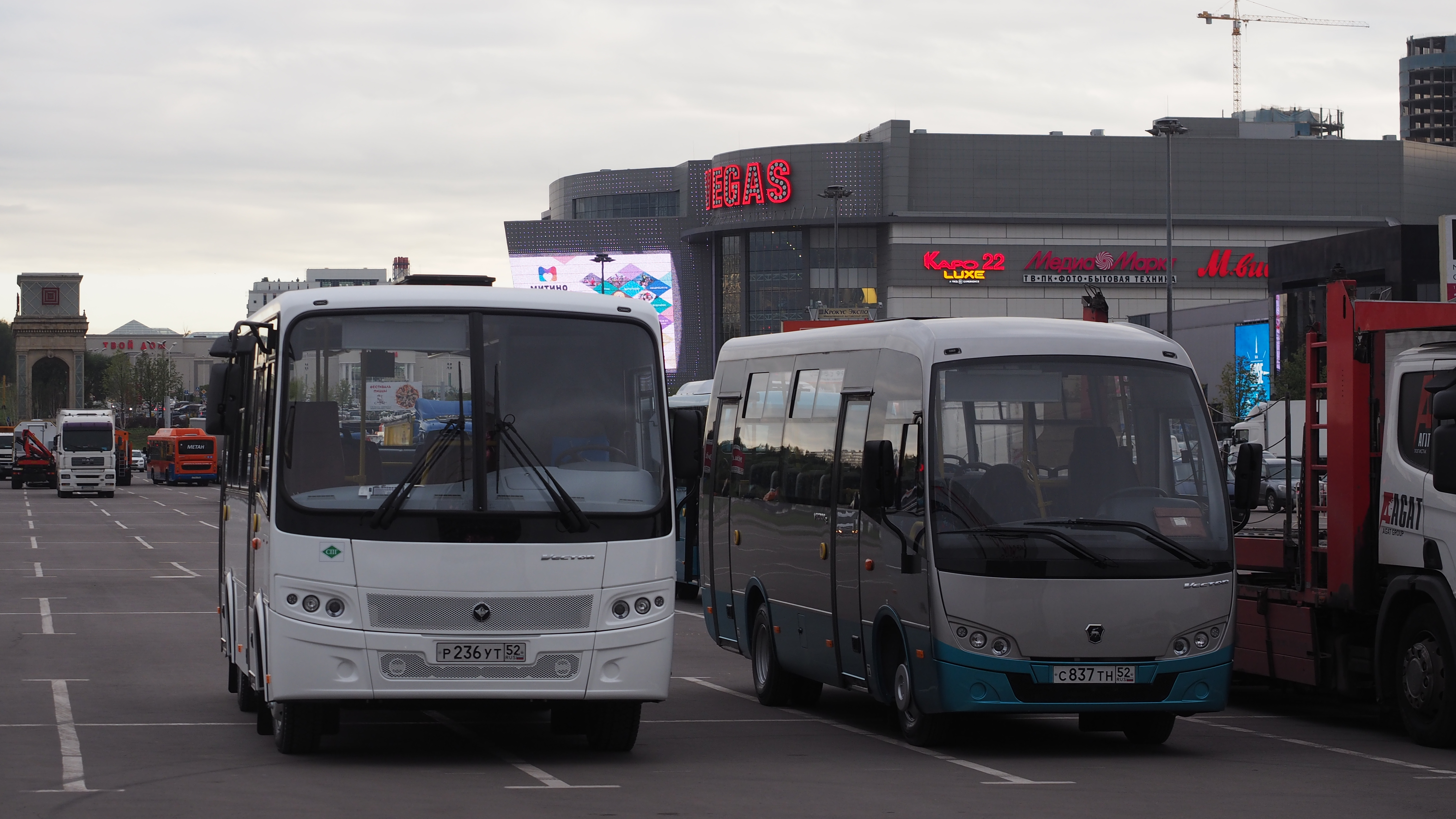
PAZ Vector 3 (a destra) e Vector 4 (a sinistra)

- PAZ-3205 (1989-presente)
- PAZ-3206 (1995-presente)
- PAZ-3237 "Luzhok" (2002-presente)
- PAZ-4234 (2003-presente)
- PAZ-3203 (2006–presente)
- PAZ-3204 (2006-presente)
- PAZ Vector 4 (2012-presente)
- PAZ Vector 3 (2015-presente)
- GAZ Vector Next (2016-presente)

### Fuori produzione

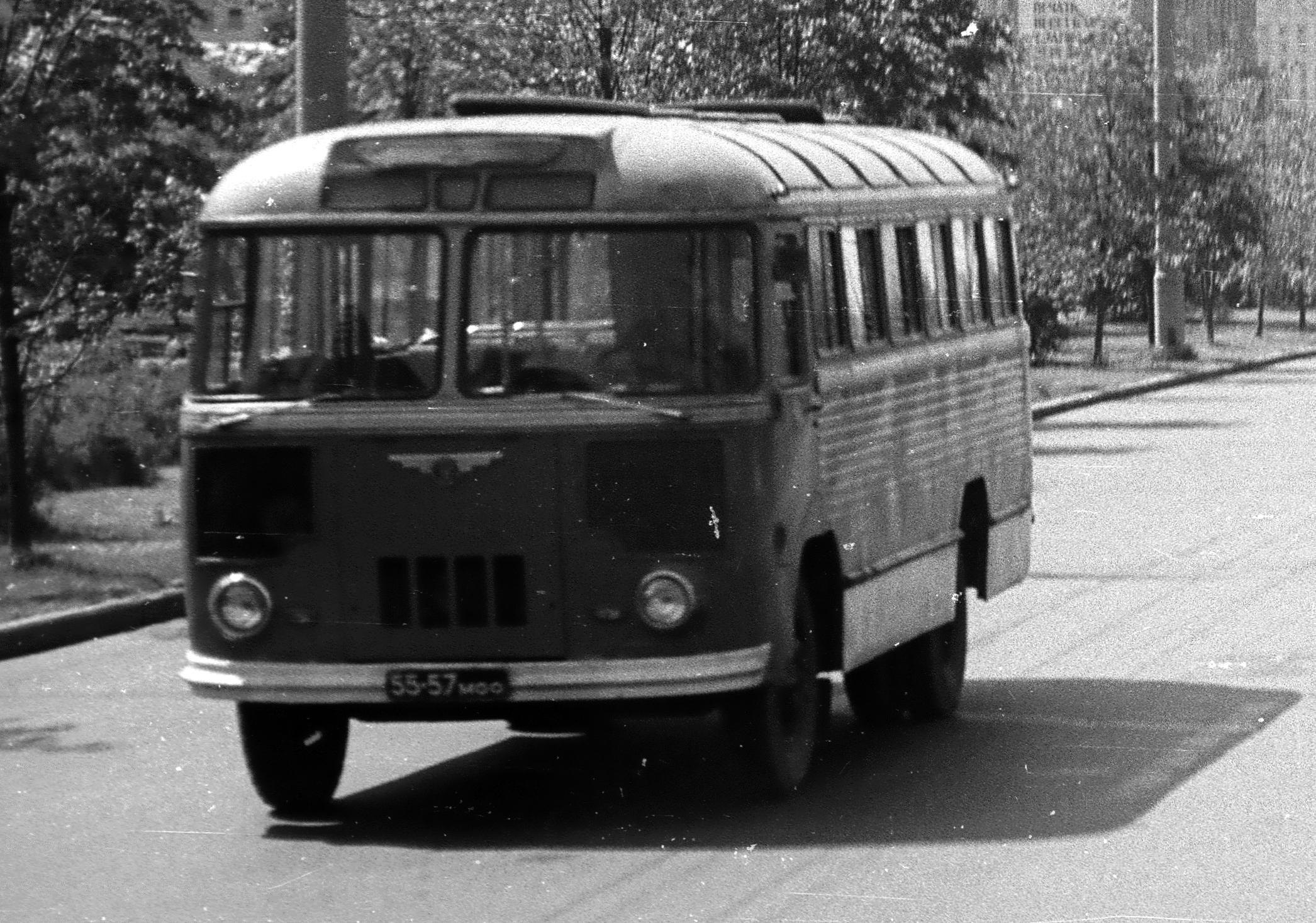
PAZ-652 a Mosca

- PAZ-651 (1952-1961, basata su GAZ-51I)
  - PAZ-651A (1961-1971)
- PAZ-652 (1958-1968)
- PAZ-653 (1952–1956, versione ambulanza del PAZ-651)
- PAZ-655 (1954–?, versione blindata van del PAZ-651)
- PAZ-657 (1954–1958, versione "camion del pane" del PAZ-651)
- PAZ-661 (1954–1956, versione "clothing van" del PAZ-651)
  - PAZ-661B
- PAZ-672 (1967-1989)
- PAZ-3201 (1972-1989, basata sul GAZ-66)
- PAZ-5272 (1999-2003)
- PAZ-4230 Aurora (2001-2002, produzione spostata su KAvZ)
- PAZ-4238 Aurora (2001-2002, produzione spostata su KAvZ)
- PAZ Real (2007-2009)

### Furgoni
- PAZ-657 (1954–1958, basato sulla GAZ-51)
- PAZ-659

### Rimorchi
- PAZ-658
- PAZ-740
- PAZ-742
- PAZ-743
- PAZ-744
- PAZ-746
- PAZ-750

### Prototipi
- PAZ-665 (1964)
- PAZ-671 (1958, basato sul GAZ-52)
  - PAZ-671A (1958, basato sul GAZ-53)
  - PAZ-671G (basato sul GAZ-52A)
- PAZ-675 (1960, basato sul GAZ-52)
- PAZ-985 (1960)
- PAZ-3202 (1973)
- PAZ-3203 (1972)
- PAZ-3204 (1974)

## Galleria d'immagini

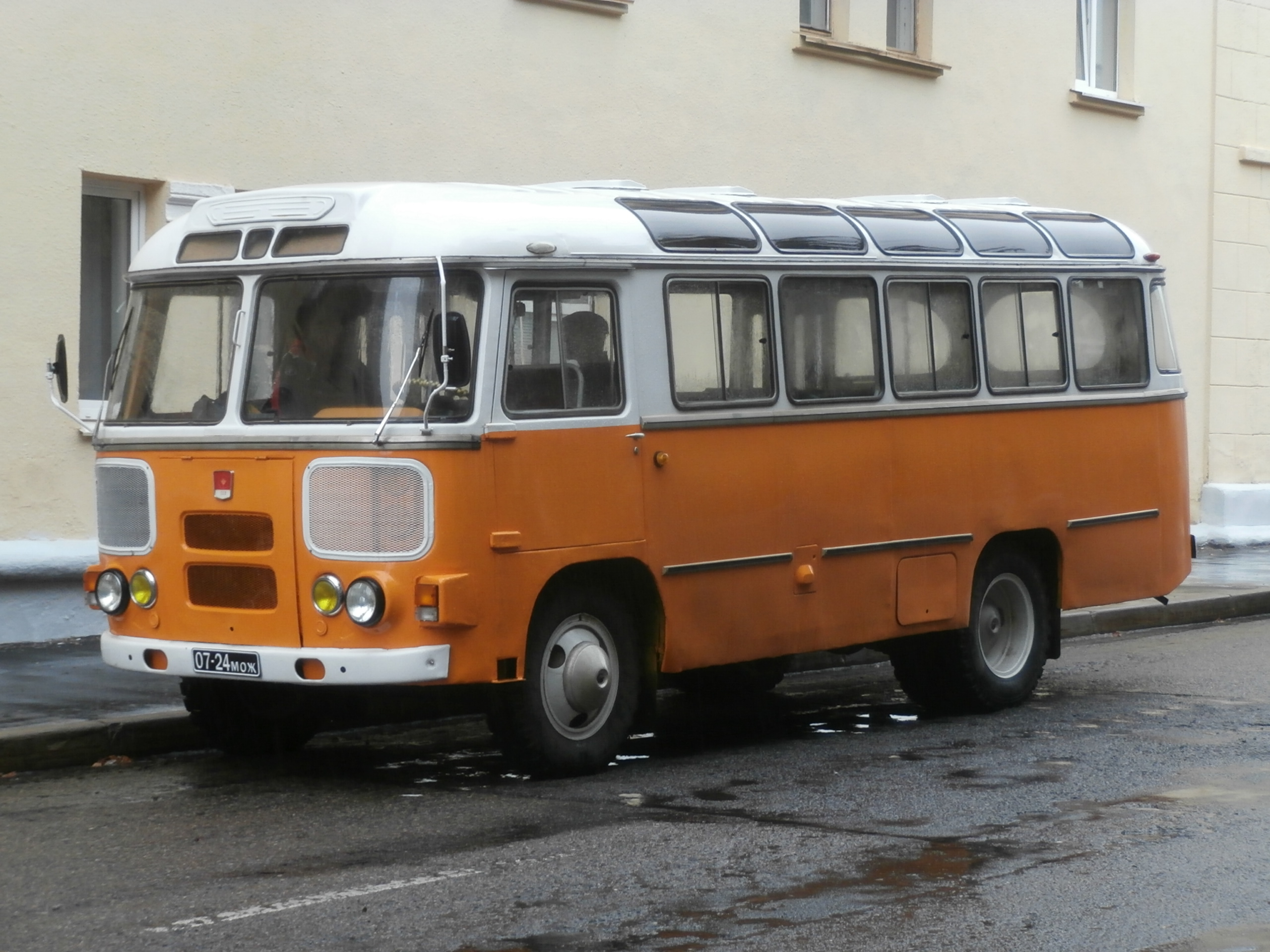
PAZ-672
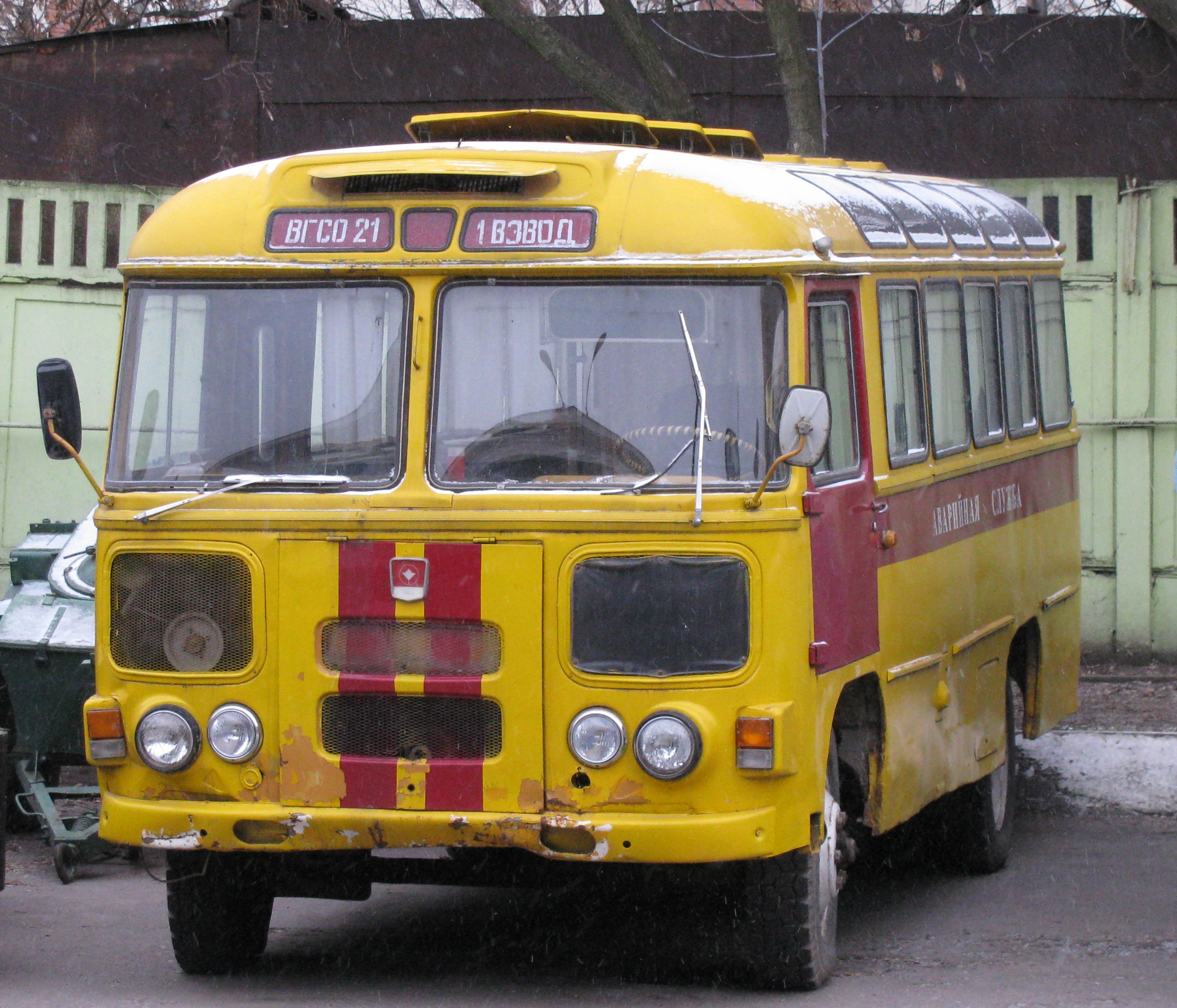
PAZ-672 Servizio d'Emergenza Gas - Bus di comando a Mosca
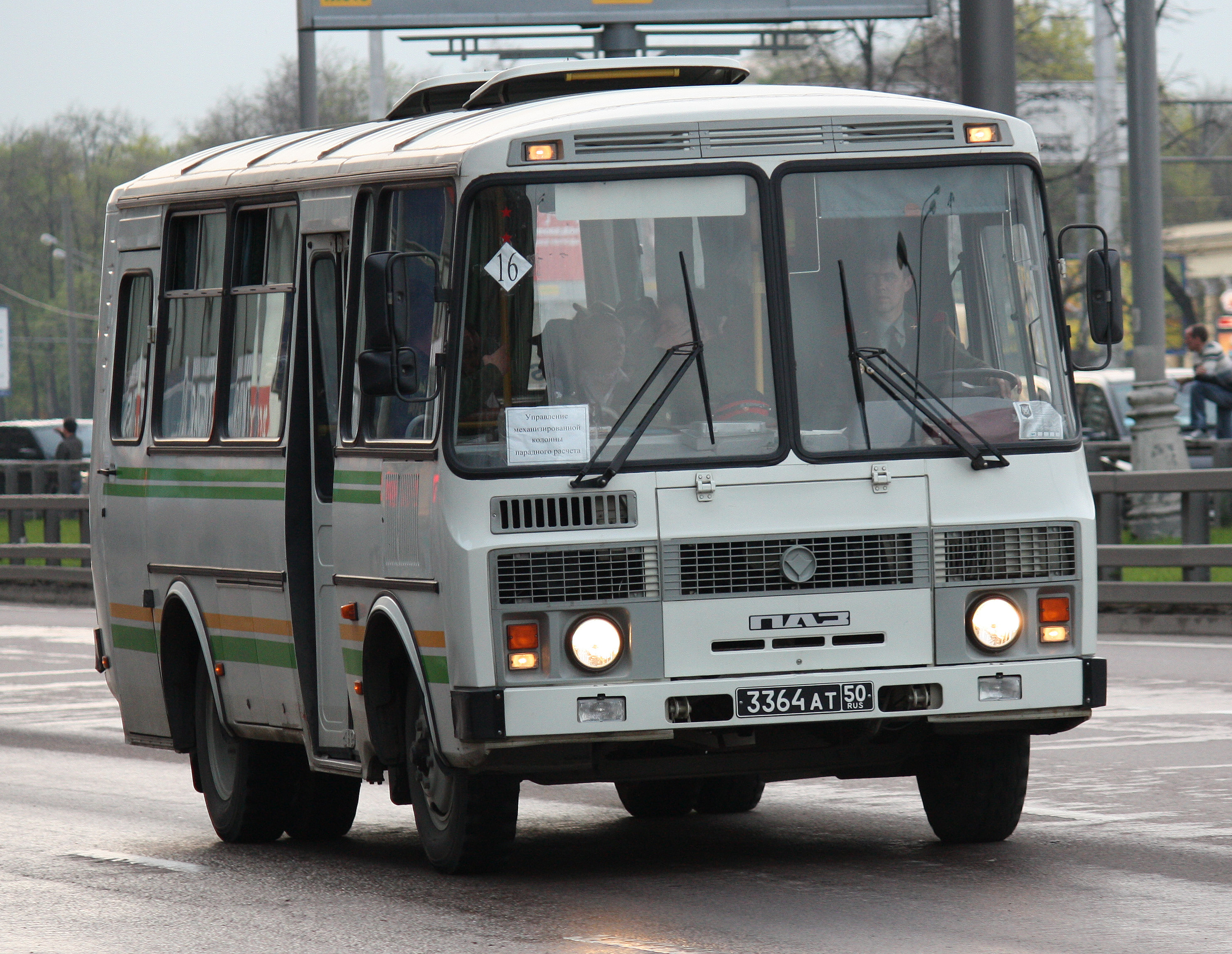
PAZ-3205
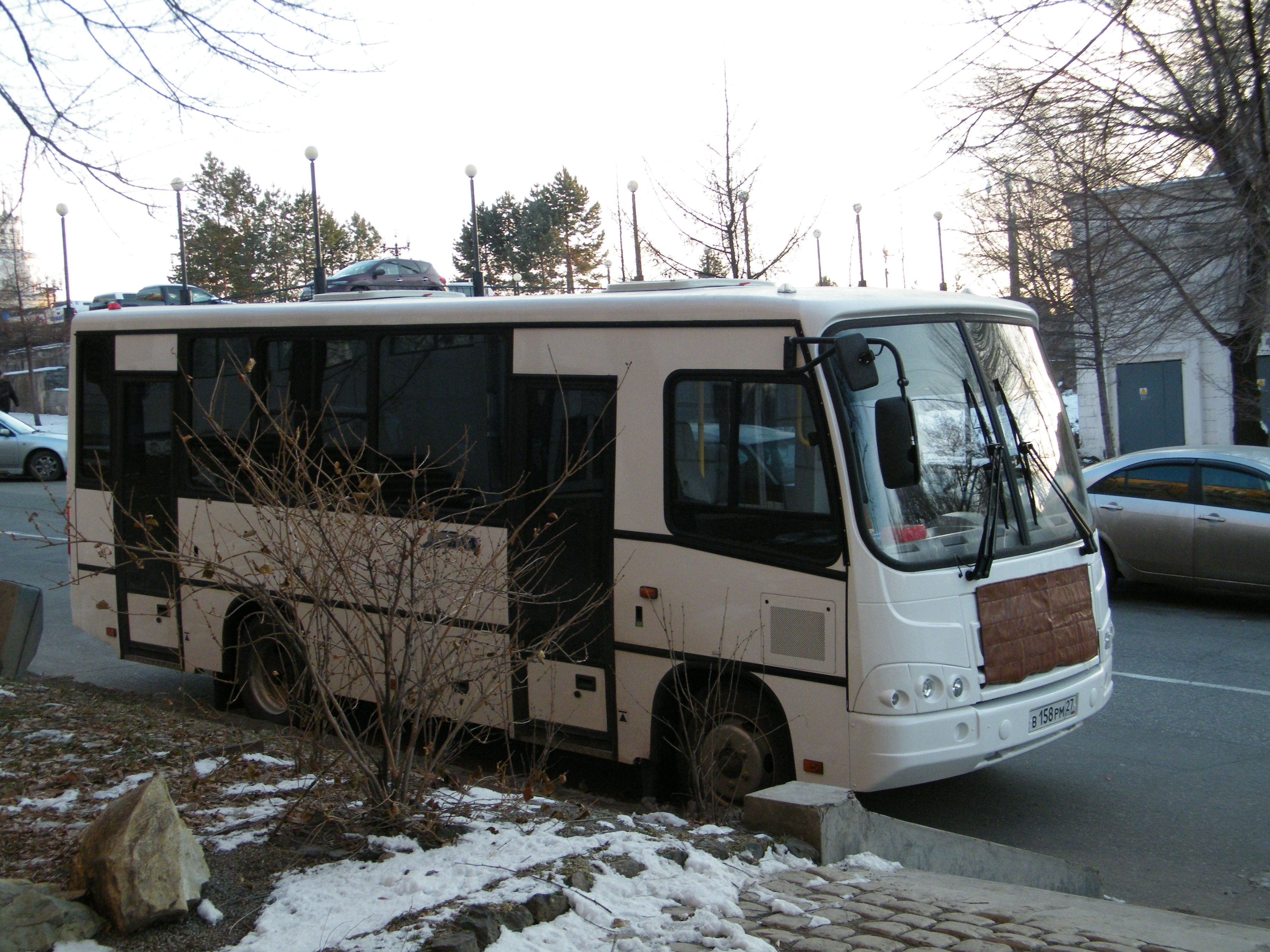
PAZ-3204
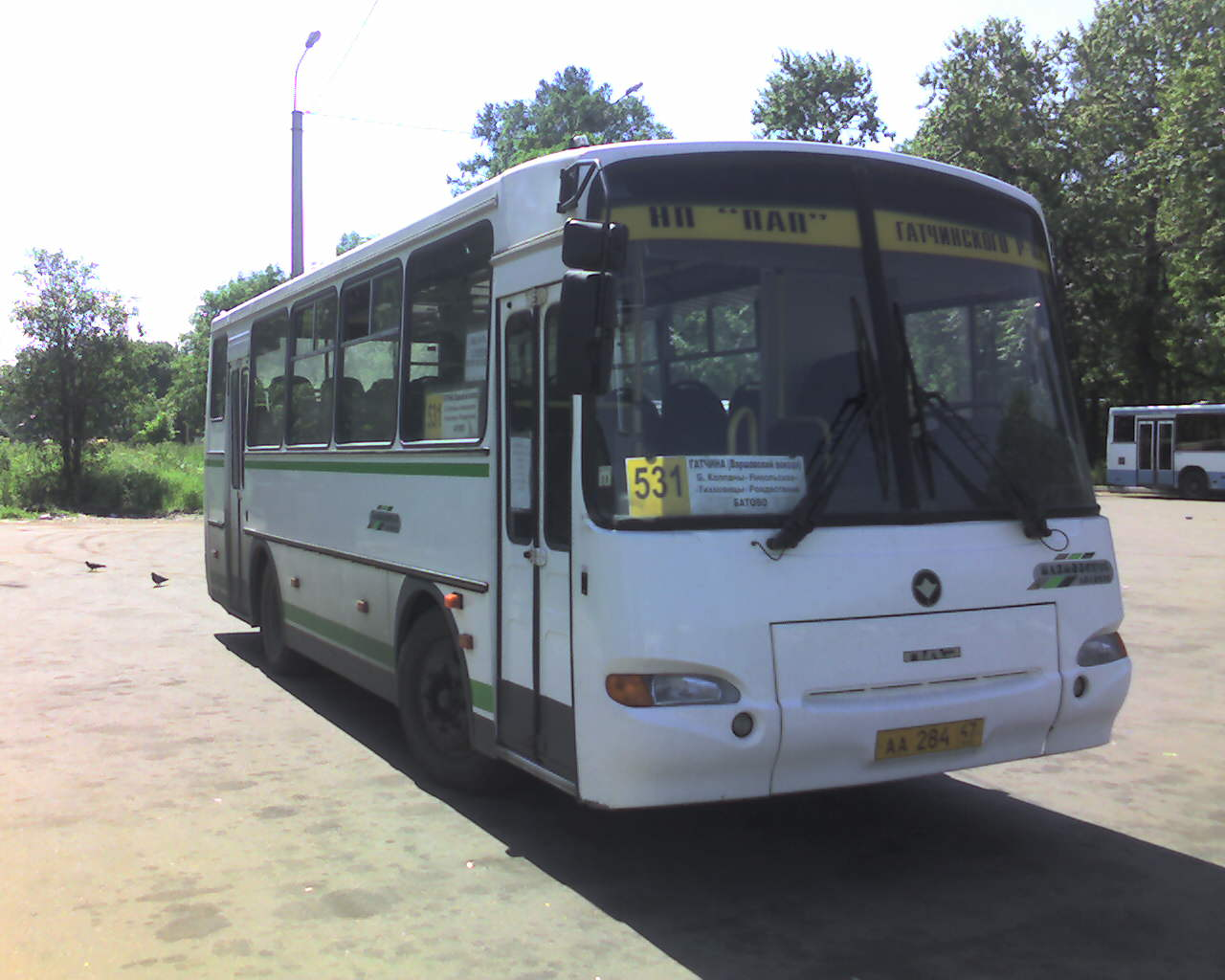
PAZ-4230 "Aurora" a Gatchina
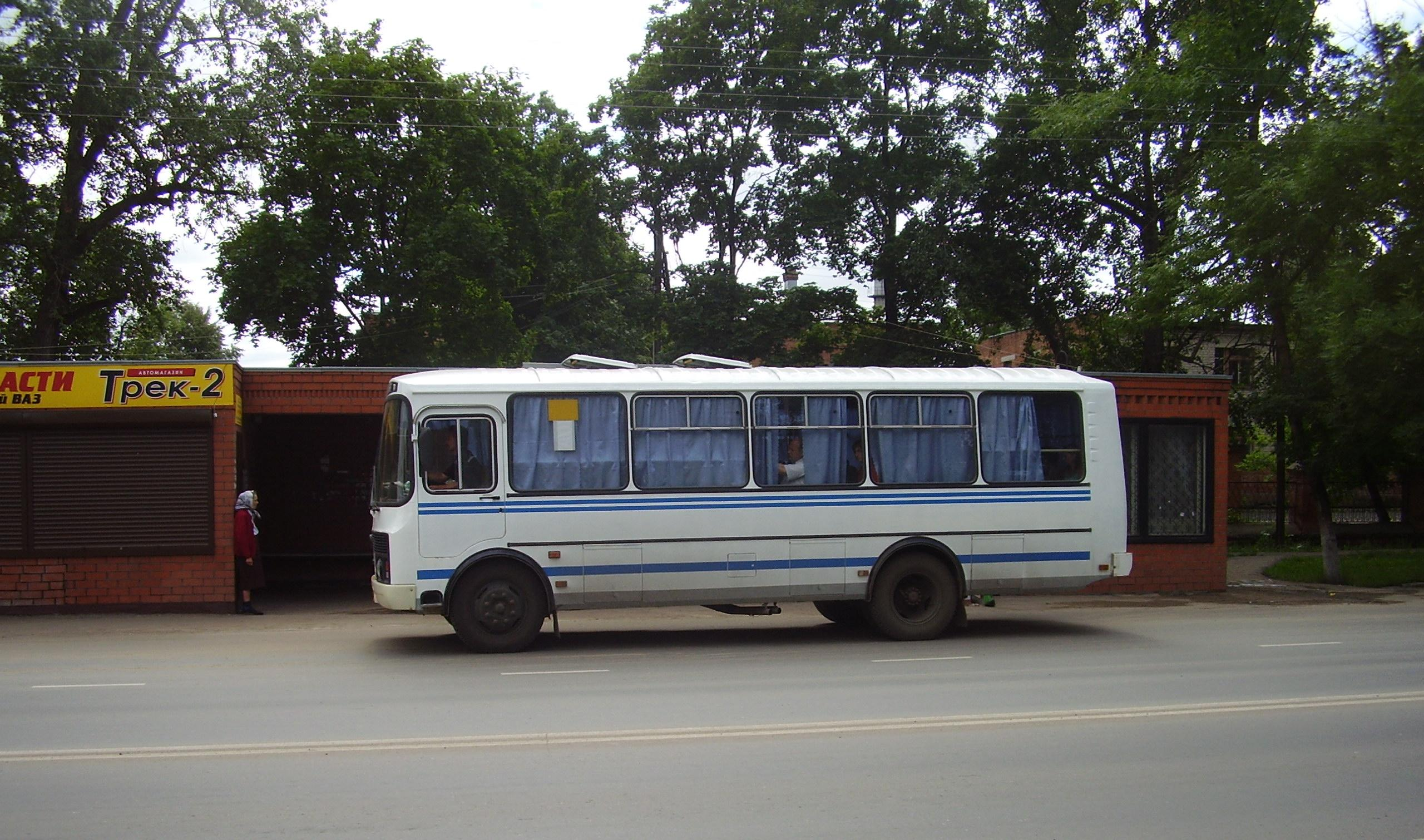
PAZ-4234
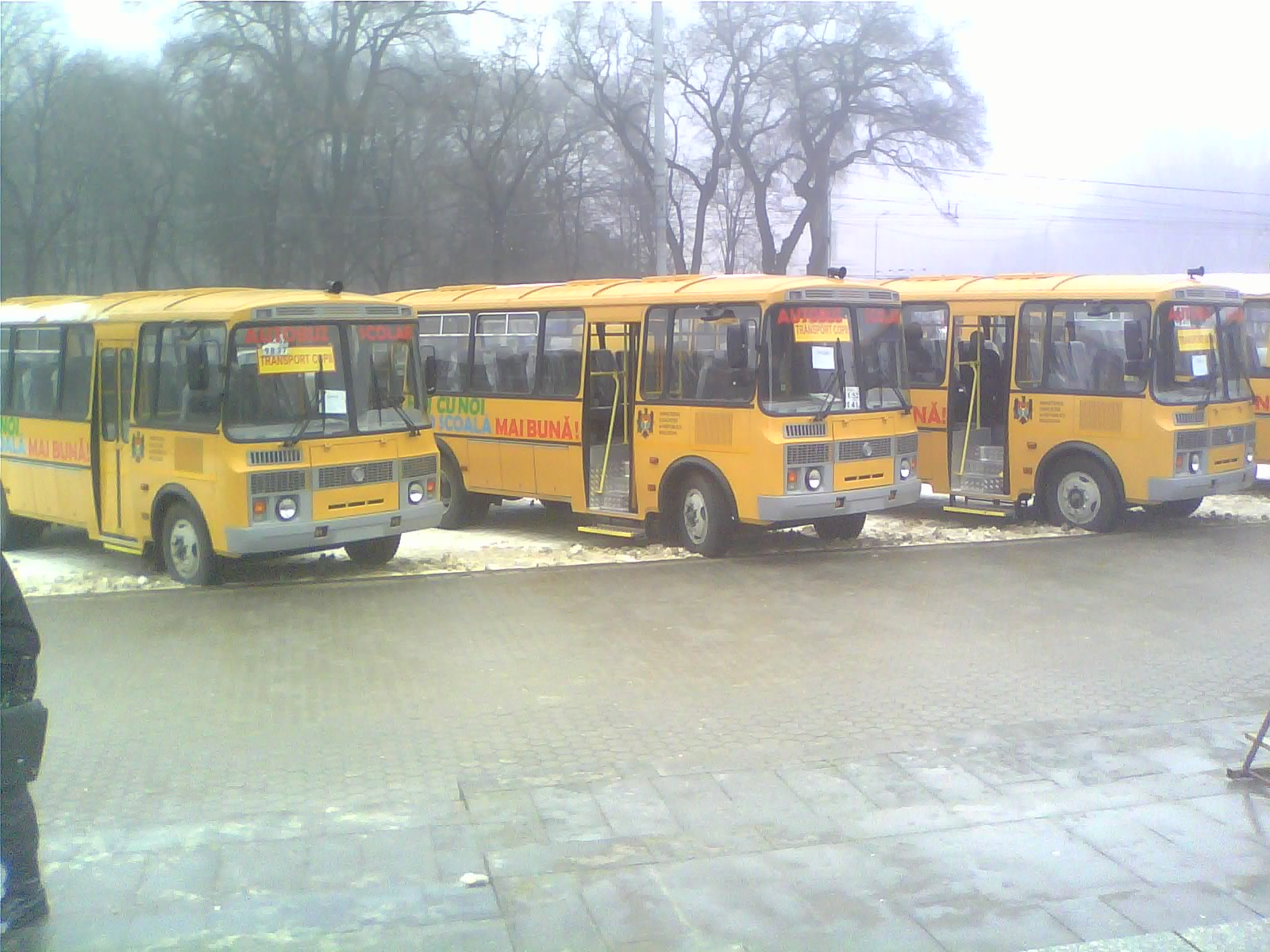
Una fila di scuolabus PAZ nella piazza centrale di Chișinău, Moldavia